# Агеев, Александр Николаевич
Александр Николаевич Агеев (род. 8 января 1972, Пермь) — советский и российский хоккеист, нападающий, российский тренер.

## Биография
Воспитанник пермского хоккея. В сезоне 1988/89 дебютировал за местную команду первой лиги «Молот». В чемпионате СССР, МХЛ, РХЛ, Суперлиге играл за клубы «Торпедо» Ярославль (1990/91 — 1994/95), «Молот» / «Молот-Прикамье» (1994/95 — 1999/2000, 2001/02 — 2002/03), «Салават Юлаев» Уфа (2000/01).
Выступал в высшей лиге за «Мостовик» Курган (2002/03), в чемпионате Дании за «Ольборг» (2003/04 — 2005/06).
В 2008—2014 годах — тренер юношеских команд «Молота» (1996 и 2000 годов). Тренер команд МХЛ «Юниор» Курган (2014/15), «Авто» Екатеринбург (2015/16). В сезоне 2016/17 тренер до 28 ноября, затем — главный тренер команды ВХЛ «Ариада» Волжск. Главный тренер команд «Батыр» Нефтекамск (НМХЛ, 2017/18), команды 2010 года рождения клуба «СКА-Юность» Екатеринбург (2018/19), «Хумо-2» Ташкент (чемпионат Казахстана, 2018/19), «Молот-Прикамье» (ВХЛ, 2020/21), МХК «Молот» (МХЛ, с сезона 2021/22).